# Hedvig Elisabeth Amalia av Pfalz-Neuburg
Hedvig Elisabeth Amalia av Pfalz-Neuburg, född 18 juli 1673 i Düsseldorf, död 11 augusti 1722 i Ohlau, var en polsk prinsessa, gift med prins Jakob Sobieski, son till kung Johan III Sobieski av Polen, och mor till Kasimira Sobieski och Maria Klementina.

## Biografi
Hedvig Elisabeth var dotter till Filip Wilhelm av Pfalz-Neuburg och Elisabet Amalia av Hessen-Darmstadt. Hennes äktenskap med Jakob Sobieski arrangerades som en allians mellan familjen Sobieski och den tysk-romerske kejsaren, eftersom Hedvig Elisabeth var syster till kejsarinnan Eleonora Magdalena. Utgångspunkten var att Jakob skulle väljas till Polens nästa kung efter sin fars död, med stöd av hoven i Wien och Düsseldorf. Hedvig Elisabeths svåger, Leopold I (tysk-romersk kejsare), donerade en egendom åt henne i Schlesien, där paret skulle få bo efter ett eventuellt valnederlag, och utnämnde mot 400 000 Gulden hennes make till guvernör i Ohlau.
Vigseln ägde rum den 25 februari 1691 i Warszawa. Makarna tillbringade sedan vintrarna vid hovet i Warszawa, och somrarna i Schlesien. Hon lät uppföra ett slott i Pilica och anses personligen ha bidragit till blomstringstiden för Ohlau under makens regeringstid där.
Hedvig Elisabeth fick en god relation till sin svärmor, och tycks även ha haft ett gott förhållande till maken. Jakob Sobieski beskrivs som en perfektionist med hetsigt temperament benägen till att agera förhastat, men Hedvig Elisabeth agerade som hans rådgivare och ska ha utövat en dämpad effekt på hans impulsivitet. Hon sattes under stark press att föda en manlig arvinge, vilket förväntades bättra makens chanser i kungavalet, men misslyckandet att göra detta resulterade i att hon födde dotter efter dotter och tvingades gå igenom en lång rad graviditeter som förödde hennes hälsa fram till att hon nästan avled under sin sista förlossning 1717.
I egenskap av kejsarens släkting agerade hon som Sobieski-familjens agent och kanal till Wien. Under makens misslyckade kandidatur till kungavalet 1697 utverkade hon lån från borgerskapet i Wroclaw till valkampanjen och säkerhet för lånen från kejsarhovet. När hennes make och svåger fängslades 1704 färdades hon till Wien och bad förgäves kejsaren om deras frigivande. När Peter den store föreslog att hennes make skulle uppsättas på den polska tronen med hans hjälp, sände han förgäves en budbärare till henne för att vinna hennes stöd. Efter att hennes dotter Maria Klementina år 1719 hade gift sig med Jakob Stuart mot kejsarens vilja, fängslades Hedvig Elisabeth men frigavs efter ingripande av sina systrar. Hennes make blev dock förvisad, och kejsaren biföll inte hennes vädjan att han skulle få återvända till Ohlau förrän på hennes dödsbädd.